# هنريكي روبرتو رافاييل
هنريكي روبرتو رافاييل (23 أغسطس 1993 في البرازيل - ) هو لاعب كرة قدم برازيلي في مركز الهجوم. لعب مع أتلتيكو مينييرو ونادي بارانا ونادي باهيا ونادي 15 نوفمبر ‏ وIpatinga Futebol Clube ‏.

## وصلات خارجية
- هنريكي روبرتو رافاييل على موقع قاعدة بيانات كرة القدم.إي يو (الإنجليزية)
- هنريكي روبرتو رافاييل على موقع قاعدة بيانات كرة القدم.إي يو (الإنجليزية)
- هنريكي روبرتو رافاييل على موقع Soccerway.com (الإنجليزية)
- هنريكي روبرتو رافاييل على موقع عالم كرة القدم.نت (الإنجليزية)
- هنريكي روبرتو رافاييل على موقع AS.com (الإسبانية)